# Carpio (Dakota du Nord)
Pour les articles homonymes, voir Carpio.
Carpio est une ville située dans le comté de Ward, dans l’État du Dakota du Nord, aux États-Unis. Selon le recensement de 2010, sa population s’élève à 157 habitants.

## Histoire
Carpio a été fondée en 1898.

## Démographie
| 1910 | 1920 | 1930 | 1940 | 1950 | 1960 |
| ---- | ---- | ---- | ---- | ---- | ---- |
| 257  | 244  | 344  | 322  | 194  | 199  |

| 1970 | 1980 | 1990 | 2000 | 2010 | - |
| ---- | ---- | ---- | ---- | ---- | - |
| 215  | 244  | 178  | 148  | 157  | - |

## Source
- (en) Cet article est partiellement ou en totalité issu de l’article de Wikipédia en anglais intitulé « Carpio, North Dakota » (voir la liste des auteurs).